# Storia delle sagre in Friuli
La parola sagra deriva dal latino dies sacra cioè la giornata sacra per eccellenza, la più importante dell'anno.

## Caratteristiche
Nelle comunità friulane la giornata sacra più importanteera la dedicazione della chiesa principale del villaggio. 
In quel giorno si ricordava la consacrazione vescovile della chiesa, con dedica ad un santo o a più santi.
Lungo i secoli nelle chiese potevano avvenire degli incendi, oppure al loro interno potevano accadere dei fatti di sangue: in tutti questi casi si doveva procedere ad una riconsacrazione vescovile che non sempre cadeva nella tradizionale giornata di festa paesana. Era quindi possibile che nel corso dei secoli la data della sagra subisse delle modifiche.
Fin dalle origini ogni festa della dedicazione era contraddistinta da due elementi: ballo e pasto comunitari. Tali caratteristiche risalivano al primitivo cristianesimo friulano che, come sappiamo, era di irradiazione aquileiese ed aveva forti influssi ebraici. Infatti nella Bibbia, e precisamente nell'Antico Testamento, troviamo che nella dedicazione della Tenda in Gerusalemme il re Davide canta, suona e balla dinnanzi all'Arca dell'Alleanza ed infine distribuisce cibo a tutti i presenti. Dunque in Friuli nei primi tempi del cristianesimo si ballava e si mangiava durante le cerimonie di consacrazione delle chiese: anzi il ballo e la distribuzione di cibo facevano parte della liturgia stessa.
Ni secoli successivi iniziò un processo di distinzione, divisione, opposizione tra corporale e spirituale, che certamente poté avviarsi e radicalizzarsi solo in seguito all'adozione di una filosofia dualistica che non trovava nella Bibbia le proprie radici. Le situazioni riguardanti il “corporeo” e il “materiale” che avvenivano fuori dalla sfera religiosa ufficiale (principalmente balli collettivi e “magnative fraterne”) furono identificate con elementi profani, cioè esterni, diversi e peccaminosi. Fu così che i vescovi e il clero, che nel primo cristianesimo di irradiazione aquileiese avevano introdotto nella liturgia il ballo e la distribuzione di cibo, arrivarono gradualmente a delegittimare, osteggiare ed impedire tali manifestazioni: si giunse perfino a vedere nell'innocuo ballo sagrale una tentazione diabolica.
Proibizioni dei balli sagrali sono contenute nelle disposizioni dei Sinodi Aquileiesi celebrati negli anni 1219, 1338, 1595, 1627 ed anche in quelli degli anni 1660, 1703, 1740. Proprio queste ripetute proibizioni stavano a testimoniare la diffusione e il radicamento del ballo sagrale. Inoltre in molti casi i nobili giurisdicenti dei villaggi autorizzavano i balli sagrali che precedentemente erano stati proibiti dai parroci. Tuttavia le scomuniche (per i nobili giurisdicenti) e le prediche martellanti (per il popolo) riuscirono alla fine a bloccare quasi del tutto tali manifestazioni.
In Friuli verso gli anni 1815-1830 c'erano pochissime feste da ballo sulle pubbliche piazze ed esse dovevano sempre avere l'autorizzazione della locale Amministrazione Comunale (in quei tempi si chiamava “Deputazione comunale”).
Questa situazione venne certamente favorita da limitazioni e restrizioni governative austriache; ad esempio nella circolare del 1821 troviamo scritto che “...profanasi il riposo religioso dei santi giorni nelle Osterie, e nelle Bettole, facilitando in esse l'accesso del popolo, massime in tempo dei divini Ufficj, disponendosi in esse numerose partite di Giuochi, di Danze, ed altri pericolosi divertimenti, i quali col disprezzo delle leggi ecclesiastiche, e politiche, e col pubblico scandalo, preparano poi fatalmente i principj, e le cause funeste del delitto, e della sociale inquietudine...”.
Ricordiamo poi il “Dispaccio" del 24 novembre 1825 con il quale “...ha piaciuto all'Eccelso Imperiale Regio Governo d'interessare lo zelo de' Vescovi, onde nelle così dette Sagre senza turbarsi la popolare allegria sia tolta possibilmente ogni occasione di disordini, e di libertinaggio, e siano prevenute coll'efficace mezzo de' Parrochi le cause che potessero compromettere il buon costume, la Religione, e la pubblica sicurezza”.
Nella “Governativa Notificazione" del 3 luglio 1827  si prescrivevano varie norme per le feste da ballo, ricordiamo ad esempio “...il non dar segno della musica di ballo nei giorni festivi se non un'ora dopo compite le vespertine funzioni ecclesiastiche, il non protrare le Feste al di là delle ore dieci pomeridiane, il destinare probo, onesto e capace individuo a sorvegliare per la Deputazione la festa, il quale prevenga ed impedisca ogni disordine sia per risse, sia per indecenze...”.
In questo clima di proibizioni gli esercenti di osterie riuscivano spesso ad ottenere autorizzazioni per balli da farsi all'interno dei loro locali o dei loro cortili: ciò permetteva, infatti, di escludere i minorenni dalla visione delle “scandalose Feste di Ballo sulle pubbliche piazze”. E così a fine Ottocento -inizi Novecento- il ballo sagrale avveniva quasi esclusivamente nelle osterie dei villaggi.
Le piazze, invece, furono occupate da giostre, pali della cuccagna, tiri a segno, bancarelle e saltimbanchi. Tali attrazioni, che nei secoli precedenti erano marginali rispetto al ballo sagrale, aumentarono gradualmente di importanza fino ad assumere un ruolo centrale nelle sagre paesane fino a perdere la caratteristica di dies sacra e a diventare appellativo di una qualsiasi festa paesana non più religiosa come ad esempio Sagra dai Pirus (festa della pera) o Sagre des sespis (Festa delle susine).